# 卡尼塔尔
卡尼塔尔是巴西圣保罗州的一个市镇。总面积57.38平方公里，总人口4251人，人口密度74.1人/平方公里。